# جو باركنسون
جو باركنسون (بالإنجليزية: Joe Parkinson)‏ هو لاعب كرة قدم بريطاني في مركز الوسط، ولد في 11 يونيو 1971 في Eccles, Greater Manchester ‏ في المملكة المتحدة. لعب مع نادي إيفرتون ونادي بورنموث وويغان أتلتيك.

## وصلات خارجية
- جو باركنسون على موقع قاعدة بيانات كرة القدم.إي يو (الإنجليزية)
- جو باركنسون على موقع Soccerbase.com (لاعب) (الإنجليزية)
- جو باركنسون على موقع عالم كرة القدم.نت (الإنجليزية)